# Mr.マサヒロ
Mr.マサヒロ（ミスターマサヒロ、1963年4月13日 - ）は、日本のマジシャンである。
大阪市中央区生まれ、奈良県育ち。よしもとクリエイティブ・エージェンシー（大阪）所属。血液型A型。

## 経歴
大阪市立東中学校、大商学園高等学校商業科卒業（先輩にオール巨人が居る）。 
高校時代は、自転車競技に熱中、競輪選手を目指し、阪奈道路から奈良など練習に明け暮れる毎日。
実業団（高校に自転車競技部がなかった為）チームの合同練習に参加。
その時代に、中武克雄（ロサンゼルスオリンピック出場、後に競輪選手。今でも友人）などと練習していた。
公道練習中に、タオル屋のおばさんに、後方を確認されず、車のドアを開けられ大事故。あと少しで、トラックに轢かれる大惨事だったという。肩の骨を骨折しただけで済んだが、その後、競輪選手を断念する。
両親（父：ジョージ多田、母：リンダ藤本。ともに吉本興業在籍だったマジシャン）のすすめで高校卒業後に、リンダ藤本に弟子入り。
1982年、なんば花月でプロデビュー。
NSC1期生（ダウンタウン・トミーズ・ハイヒール）らとは同期にあたる。
リンダ藤本（水芸）の高見（アシスタント）を経て、現在に至る。
MMプロモーション（イベント企画、運営会社）代表として、イベントプロデューサーの顔を持ち、プロマジシャンとしても、色々なディナーショー、劇場、イベントなどを中心に全国を飛び回る。

## 人物
- 小さい頃、田舎（奈良県）に預けられ（両親が地方公演が多く）大人の顔色をうかがう、場の空気を読める子供に育った。田舎の大自然で育ち、山野を駆け巡る毎日。遊び中に、吉野川でおぼれて、九死に一生の経験をする。段々畑で、忍者ごっこをしながら、飛んでる最中に、着地に失敗し、両手首を骨折し、包帯で両手首をつられ、その時についたあだ名は「ピグモン：怪獣」だった。
- 中学時代は、バイトにあけくれ、新聞配達や寿司屋（おじが経営）職人をやり、自分で巻いた巻き寿司をよく食べていた。芸人、プロマジシャンになってからは、笑いと不思議を追及する芸風で、吉本らしいプロマジシャンで、大爆笑のショーステージをつとめる。
- 幅広い人脈を持ち、「一期一会」「人脈は金なり」、友人、知人を増やす、異業種交流会やパーティに積極的に参加する。

色々な他業界に、知人、友人を持ち、イベントや誕生日会をすれば、すぐに人が集まるネットワークを持っている。
人の大切さ、人の怖さを小さい頃から身にしみてわかる苦労芸人でもある。

## エピソード
- もらい事故にもよく会うが、先祖に守られているのか？怪我をするが命は大丈夫な不思議な経験を多数している。
- 若手芸人の時代に、悪徳プロモーターに騙され、外国人メンバー多数の某サーカス団体（現在は廃業）に、売られ一ヶ月の地方公演に参加させられる。

ホテル宿泊の約束が、ライオンの檻の横のテントで寝かされ、夜鳴きするライオンの恐怖で2日間寝られずだったが、3日目には慣れて、ライオンのエサやり（主に鳥一匹）当番にさせられる。
しかし環境に慣れるのは小さい頃からの特技で、7日目くらいには、サーカス団の外国人メンバーのリーダーとして「マタヒロ」と呼ばれ、人気者になっていた。
休日に市営プールにサーカス団の外国人メンバーとともに行くと、外国人メンバーが全員、下着で入水しプールの監視員にリーダーとして大顰蹙をかって退場させられる。
- 新人時代に、劇場出演で、マジシャンのポピュラーなハト出しの芸をしていたときに、ハトが死んだまま飛び出し、弁当中の客席に落下し大パニックになり、劇場支配人にえらく怒られて、出番が取りやめになった。

- アシスタント時代に、リンダ藤本（師匠）が水芸を演じている時に、カツラが重くて飛んでしまい、うまくキャッチしかぶせ直して大爆笑を取る。

- ダウンタウンの「かざあなダウンタウン」にゲスト出演し、得意の「恐怖の首刺しマジック」でアシスタントの首を突く時に、剣が曲がって、収録中に大失敗し、そのまま放送され、ハプニング大賞にもノミネート出演する。

## 弟子
- 直弟子（アシスタント）年数は2010年現在のもの。
  - メグマリコ（現在のめぐまりこ）（初代アシスタント）演技者より前に出るアシスタント。アシスタント後の活動は本人の項目を参照。
  - マジック・サスケ（松竹芸能所属）
  - ナツキ（アシスタント10年目）
  - アサコ（アシスタント8年目）
  - ヒトミ（アシスタント6年目）
  - アヤ（アシスタント6年目）

## テレビ出演
- NG大賞5月（テレビ朝日）
- お笑いネットワーク（日本テレビ）
- PRE STAGE（テレビ朝日）
- モーレツ!!しごき教室（毎日放送）
- 八方の4時はおまかせ（毎日放送）
- 4時ですよーだ（毎日放送）
- ナンバ壱番館（朝日放送）
- うわさのダイヤル33（サンテレビ）

ほか

## CM出演
- 名古屋ショーハウス セレス